# U 70 (U-Boot, 1915)
U 70 war ein diesel-elektrisches U-Boot des Kriegsauftrages „D“ der deutschen Kaiserlichen Marine, das im Ersten Weltkrieg zum Einsatz kam.

## Einsätze
Das U-Boot wurde noch vor Kriegsbeginn von der Österreichischen Marine bestellt, jedoch am 28. November 1914 von Deutschland übernommen. Am 20. Juli 1915 lief das Boot schließlich als U 70 bei der Germaniawerft in Kiel vom Stapel und wurde am 22. September 1915 in Dienst gestellt. Die Kommandanten des U-Bootes waren Otto Wünsche (22. September 1915 – 15. September 1917) und Joachim Born (16. September 1917 – 11. November 1918).
U 70 war ab Februar 1916 der IV. U-Flottille der Hochseestreitkräfte zugeordnet, die in Emden und auf Borkum stationiert war.
U 70 führte während des Ersten Weltkrieges 16 Operationen, überwiegend im östlichen Nordatlantik, durch. Dabei wurden insgesamt 53 Handelsschiffe der Entente und neutralen Staaten mit einer Gesamttonnage von ca. 137.717 BRT versenkt. Zudem gelang die Versenkung der britischen Sloop Rhododendron mit 1.290 BRT. Das Kriegsschiff wurde am 5. Mai 1918 in der Nordsee versenkt. Dabei kamen 15 britische Seeleute ums Leben. Das größte von U 70 versenkte Schiff war der britische Truppentransporter Southland mit 11.899 BRT – die vormals belgische Vaderland. Die Southland wurde am 4. Juni 1917 140 Seemeilen nordwestlich der Tory-Insel etwa auf der Position 56° 10′ N, 12° 14′ W versenkt. Die Southland war bereits am 2. September 1915 durch das deutsche Einhüllen-U-Boot UB 14 in der Ägäis schwer beschädigt worden. Das kleinste Versenkungsopfer von U 70 war der britische Schoner Spinaway (95 BRT) der am 26. Dezember 1916 auf seinem Weg von Neufundland nach Portugal versenkt wurde.
Ende Februar 1916 bildete U 70 den Aufklärungsschutz für den aus Hamburg auslaufenden Hilfskreuzer Greif. Aufgrund widriger Wetterbedingungen ging die Fühlung jedoch bald verloren. Die Greif wurde am 29. Februar 1916 durch britische Seestreitkräfte versenkt.

## Verbleib
U 70 überstand den Ersten Weltkrieg, ohne selbst versenkt zu werden. Das U-Boot wurde am 20. November 1918 als Kriegsbeute an das Vereinigte Königreich ausgeliefert. In den Jahren 1919 und 1920 wurde es im schottischen Bo’ness verschrottet.

## Schiffskontakte
Liste der von U 70 versenkten oder beschädigten Schiffe:
| Datum             | Name                          | Tonnage                | Nation                 |
| ----------------- | ----------------------------- | ---------------------- | ---------------------- |
| 16. März 1916     | Berwindvale*                  | 5.242                  | Vereinigtes Königreich |
| 16. März 1916     | Willie                        | 185                    | Vereinigtes Königreich |
| 17. März 1916     | Lindfjeld                     | 2.230                  | Norwegen               |
| 22. März 1916     | Bougainville                  | 2.248                  | Frankreich             |
| 24. März 1916     | Fenay Bridge                  | 3.838                  | Vereinigtes Königreich |
| 28. März 1916     | Eagle Point                   | 5.222                  | Vereinigtes Königreich |
| 2. April 1916     | Arena                         | 1.019                  | Norwegen               |
| 17. Dezember 1916 | Pascal                        | 5.587                  | Vereinigtes Königreich |
| 18. Dezember 1916 | Eugene Gaston                 | 184                    | Frankreich             |
| 18. Dezember 1916 | Flimston                      | 5.751                  | Vereinigtes Königreich |
| 18. Dezember 1916 | Hirondelle                    | 148                    | Frankreich             |
| 22. Dezember 1916 | Avanti                        | 1.673                  | Italien                |
| 22. Dezember 1916 | Thyra*                        | 749                    | Norwegen               |
| 24. Dezember 1916 | Harry W. Adams                | 127                    | Vereinigtes Königreich |
| 26. Dezember 1916 | Spinaway                      | 95                     | Vereinigtes Königreich |
| 30. Dezember 1916 | Borre                         | 741                    | Norwegen               |
| 30. Dezember 1916 | Edda                          | 1.138                  | Norwegen               |
| 1. Januar 1917    | Tsiropinas                    | 3.015                  | Griechenland           |
| 2. Januar 1917    | Aconcagua                     | 1.313                  | Frankreich             |
| 2. Januar 1917    | Odda                          | 1.101                  | Norwegen               |
| 2. Januar 1917    | San Leandro                   | 1.616                  | Spanien                |
| 4. Januar 1917    | Ruby                          | 949                    | Russland               |
| 9. Januar 1917    | Excellent                     | 1.944                  | Vereinigtes Königreich |
| 27. Februar 1917  | San Patricio*                 | 9.712                  | Vereinigtes Königreich |
| 3. März 1917      | Kincardine                    | 4.108                  | Vereinigtes Königreich |
| 9. März 1917      | Inverlogie                    | 2.347                  | Vereinigtes Königreich |
| 10. März 1917     | Mediterranean                 | 105                    | Vereinigtes Königreich |
| 10. März 1917     | T. Crowley                    | 97                     | Vereinigtes Königreich |
| 12. März 1917     | Winnebago*                    | 4.666                  | Vereinigtes Königreich |
| 13. März 1917     | Alma                          | 335                    | Russland               |
| 13. März 1917     | Elizabeth Eleanor             | 169                    | Vereinigtes Königreich |
| 13. März 1917     | Pera                          | 1.737                  | Russland               |
| 15. März 1917     | Balaguier                     | 2.293                  | Frankreich             |
| 15. März 1917     | Circe                         | 4.133                  | Frankreich             |
| 16. März 1917     | Norma Pratt                   | 4.416                  | Vereinigtes Königreich |
| 16. März 1917     | Vigilancia                    | 4.115                  | Vereinigte Staaten     |
| 18. März 1917     | Joshua Nicholson              | 1.853                  | Vereinigtes Königreich |
| 21. April 1917    | Sebek                         | 4.601                  | Vereinigtes Königreich |
| 24. April 1917    | Clan Galbraith                | 2.168                  | Norwegen               |
| 24. April 1917    | Eos                           | 179                    | Dänemark               |
| 24. April 1917    | Valkyrian                     | 233                    | Schweden               |
| 24. April 1917    | Vestdal                       | 1.690                  | Norwegen               |
| 26. April 1917    | Harflete                      | 4.814                  | Vereinigtes Königreich |
| 27. April 1917    | Manchester Citizen            | 4.251                  | Vereinigtes Königreich |
| 28. April 1917    | Anne Marie                    | 441                    | Norwegen               |
| 29. April 1917    | Daleby                        | 3.628                  | Vereinigtes Königreich |
| 30. April 1917    | Delamere                      | 1.525                  | Vereinigtes Königreich |
| 4. Juni 1917      | Southland                     | 11.899                 | Vereinigtes Königreich |
| 9. Juni 1917      | Appledore                     | 3.843                  | Vereinigtes Königreich |
| 9. Juni 1917      | Egyptiana                     | 3.818                  | Vereinigtes Königreich |
| 9. Juni 1917      | Harbury                       | 4.572                  | Vereinigtes Königreich |
| 10. Juni 1917     | Galicia                       | 1.400                  | Vereinigtes Königreich |
| 11. Juni 1917     | City Of Perth                 | 3.427                  | Vereinigtes Königreich |
| 18. Juni 1917     | Queen Adelaide                | 4.965                  | Vereinigtes Königreich |
| 19. Juni 1917     | Buffalo                       | 4.106                  | Vereinigtes Königreich |
| 25. August 1917   | Malda                         | 7.896                  | Vereinigtes Königreich |
| 5. Mai 1918       | Rhododendron                  | 1.290                  | Vereinigtes Königreich |
|                   | Versenkt: Beschädigt: Gesamt: | 139.065 20.369 159.434 |                        |

* beschädigt, aber nicht versenkt